# Teoria dell'interpretazione
La teoria dell'interpretazione è un orientamento di pensiero caratterizzato da una più marcata tendenza alla speculazione filosofica rispetto all'orientamento della semiotica strutturale.
Questo orientamento riconosce nel filosofo del linguaggio statunitense Charles Sanders Peirce il suo iniziatore e in Umberto Eco il suo massimo esponente.
L'orientamento della teoria dell'interpretazione, partendo dalla definizione di segno di Peirce e basandosi su una visione di rinvio, ha posto al centro della sua teoria il concetto di inferenza.
Analizzando un testo, si possono creare più prospettive di analisi. Questo ha dato luogo, in semiotica, a orientamenti metodologici diversi, tra i quali si distinguono i due principali:
- la teoria dell'interpretazione
- la semiotica strutturale.

Ciò che accomuna i due orientamenti non è solo l'attenzione al testo, ma anche l'attribuirgli autonomia e immanenza, indipendentemente dalle intenzioni del suo autore e dagli effetti più o meno controllabili che può produrre sui lettori.

## Fonti
- Patrizia Magli, Semiotica: teoria, metodo, analisi, Venezia: Marsilio, 2004. ISBN 88-317-8367-X